# Leopardo 2E
Leopardo 2E – wariant niemieckiego czołgu Leopard 2A6 dostosowanego do wymagań Wojsk Lądowych Hiszpanii, które nabyły go w ramach programu modernizacji zwanego Programem Coraza.   

## Historia
Rząd hiszpański rozpoczął negocjacje w sprawie przyszłego hiszpańskiego czołgu w pierwszej połowie lat 90., który miałby zastąpić M60 Patton. Chociaż Niemcy zaoferowali Hiszpanii nadwyżki czołgów Leopard 1 i sprzęt radziecki włączony do niemieckiej armii po zjednoczeniu Niemiec, rząd hiszpański odrzucił te oferty i nalegał na Leoparda 2. W marcu 1994 roku Hiszpańskie ministerstwo stworzyło Programa Coraza 2000, który skupił się na zakupie i integracji nowego uzbrojenia do armii hiszpańskiej. Program obejmował zakup i integrację hiszpańskiej wersji niemieckiego czołgu Leopard 2 w wersji 2A6, czyli Leopard 2E. Produkcję Leopardów 2E przejęło hiszpańskie przedsiębiorstwo zbrojeniowe Santa Bárbara Sistemas. Produkcja odbywała się w latach 1998-2003, 60-70% składników było wyprodukowanych przez hiszpańskie firmy. Początkowo, Niemcy wypożyczyły 108 czołgów Leopard w wersji 2A4s do celów szkoleniowych na okres pięciu lat, jednakże rząd Hiszpanii zdecydował się wykupić te czołgi a produkcję Leoparda 2E ograniczyć do 219 pojazdów. Pomimo odroczenia produkcji ze względu na połączenie Santa Bárbara Sistemas i General Dynamics w 2003 roku i utrzymujące się problemy produkcyjne w latach 2006 – 2007, dostawy do armii 219 wozów Leopard 2E zakończyły się w 2008 roku. Kontrakt wyceniono na 1,939 miliarda euro.
Firmy, które brały udział w jego produkcji to Indra EWS, SAPA, Amper Programas (obecnie Thales Programas), ELECTROOP SA, Empresa Nacional Bazán, Tecnobit, Santa Bárbara Sistemas, Krauss-Maffei i MAK SYSTEMS (obecnie Rheinmetall), co stanowi 60% udziału hiszpańskiego przemysłu.

## Modernizacja
Wojna domowa w Syrii wykazała podatność czołgu na najnowocześniejszą broń. W Hiszpanii powstał projekt modernizacji Leoparda 2E, znany jako program Evolución Tortuga. Ulepszenia były wynikiem inicjatywy jednostek wyposażonych w te czołgi. Wizualnie najbardziej oczywistą zmianą w pierwszym prototypie była osłona prętowa po bokach, która poprawia ochronę przed RPG i pociskami. Uwzględniono także wiele innych dodatkowych ulepszeń czołgu. W 2019 roku porzucono wcześniejsze plany modernizacyjne. Oczekuje się, że Leopard 2E pozostanie w użyciu co najmniej do 2035 roku.

## Historia operacyjna
W 2017 roku Wojska Lądowe rozmieściły sześć Leopardów 2E na Łotwie (1 z nich jako rezerwę), w ramach Enhanced Forward Presence NATO. To pierwsze międzynarodowe angażowanie tego czołgu w historii. Leopard będzie wspierał 14 pojazdów Pizarro i kilka pojazdów Lince. 